# Cypriotisch voetbalkampioenschap 1993/94
In 1993/94 werd het 56e Cypriotische voetbalkampioenschap gespeeld. Apollon Limasol won de competitie voor 2e keer.

## Stadions
| Club          | Venue                        |
| ------------- | ---------------------------- |
| AEL           | Tsirion Stadium              |
| Anorthosis    | Antonis Papadopoulosstadion  |
| APEP Pitsilia | Kyperounda Municipal Stadium |
| APOEL         | Makariostadion               |
| Apollon       | Tsirion Stadium              |
| Ethnikos      | Dasaki Stadium               |
| Enosis        | Paralimni Municipal Stadium  |
| EPA           | GSZ Stadion                  |
| Evagoras      | Pafiako Stadium              |
| Nea Salamina  | Ammochostosstadion           |
| Olympiakos    | GSP Stadion                  |
| Omonia Ar.    | Aradippou Municipal Stadium  |
| Omonia        | Makariostadion               |
| Pezoporikos   | GSZ Stadion                  |

## Stand
| Pos | Team                  | Wed | W  | G | V  | Ptn | DV | DT | +/− | Kwalificatie of degradatie                         |
| --- | --------------------- | --- | -- | - | -- | --- | -- | -- | --- | -------------------------------------------------- |
| 1   | Apollon (C)           | 26  | 20 | 3 | 3  | 63  | 66 | 23 | +43 | Gekwalificeerd voor Voorronde UEFA Cup 1994/95     |
| 2   | Anorthosis            | 26  | 18 | 7 | 1  | 61  | 67 | 16 | +51 | Gekwalificeerd voor Voorronde UEFA Cup 1994/95     |
| 3   | APOEL                 | 26  | 17 | 5 | 4  | 56  | 64 | 25 | +39 |                                                    |
| 4   | Omonia                | 26  | 16 | 4 | 6  | 52  | 77 | 33 | +44 | Gekwalificeerd voor Voorronde Europacup II 1994/95 |
| 5   | Ethnikos Achna        | 26  | 15 | 2 | 9  | 47  | 45 | 40 | +5  |                                                    |
| 6   | AEL                   | 26  | 12 | 4 | 10 | 40  | 43 | 47 | −4  |                                                    |
| 7   | Enosis Neon Paralimni | 26  | 9  | 7 | 10 | 34  | 34 | 34 | 0   |                                                    |
| 8   | Pezoporikos           | 26  | 10 | 4 | 12 | 34  | 34 | 36 | −2  |                                                    |
| 9   | Nea Salamina          | 26  | 8  | 8 | 10 | 32  | 32 | 31 | +1  |                                                    |
| 10  | Omonia Aradippou      | 26  | 8  | 5 | 13 | 29  | 29 | 49 | −20 |                                                    |
| 11  | Olympiakos (O)        | 26  | 8  | 3 | 15 | 27  | 36 | 51 | −15 | Degradatie play offs.                              |
| 12  | EPA (R)               | 26  | 7  | 2 | 17 | 23  | 30 | 53 | −23 | Degradatie naar B' Kategoria 1994/95               |
| 13  | Evagoras (R)          | 26  | 2  | 5 | 19 | 11  | 15 | 65 | −50 | Degradatie naar B' Kategoria 1994/95               |
| 14  | APEP Pitsilia (R)     | 26  | 2  | 1 | 23 | 3   | 20 | 89 | −69 | Degradatie naar B' Kategoria 1994/95               |

1. ↑  APEP 4 punten vermindering

## Resultaten
| Thuis \ Uit   | AEL | ANR | APE | APN | APL | ETH | ENP | EPA | EVG | NSL | OLY | OMA | OMN | POL |
| ------------- | --- | --- | --- | --- | --- | --- | --- | --- | --- | --- | --- | --- | --- | --- |
| AEL           |     | 1–4 | 3–1 | 1–3 | 0–2 | 1–0 | 3–6 | 1–0 | 2–1 | 3–2 | 2–3 | 1–1 | 3–2 | 1–0 |
| Anorthosis    | 4–1 |     | 8–1 | 2–0 | 4–1 | 4–0 | 3–1 | 5–0 | 1–0 | 3–0 | 1–0 | 2–0 | 1–1 | 1–1 |
| APEP Pitsilia | 1–6 | 2–5 |     | 0–7 | 2–4 | 1–3 | 1–1 | 0–1 | 0–1 | 1–2 | 2–1 | 0–1 | 0–7 | 1–0 |
| APOEL         | 3–1 | 1–1 | 3–1 |     | 1–1 | 4–0 | 2–1 | 2–0 | 2–0 | 1–0 | 4–1 | 3–0 | 3–2 | 2–3 |
| Apollon       | 3–1 | 2–0 | 7–1 | 2–0 |     | 6–1 | 4–0 | 2–0 | 6–1 | 1–1 | 0–1 | 1–0 | 2–1 | 1–0 |
| Ethnikos      | 0–0 | 0–1 | 3–1 | 1–1 | 1–2 |     | 3–0 | 3–1 | 1–0 | 2–1 | 2–1 | 3–0 | 4–3 | 1–2 |
| Enosis        | 1–1 | 0–0 | 2–1 | 0–0 | 3–0 | 3–0 |     | 0–1 | 2–1 | 0–1 | 2–0 | 0–3 | 3–1 | 1–1 |
| EPA           | 0–1 | 1–3 | 4–1 | 2–5 | 0–4 | 0–1 | 2–1 |     | 6–2 | 1–2 | 0–1 | 3–1 | 2–6 | 2–0 |
| Evagoras      | 0–2 | 1–5 | 1–0 | 0–5 | 0–2 | 0–3 | 0–3 | 1–1 |     | 1–1 | 1–5 | 1–3 | 0–1 | 1–1 |
| Nea Salamina  | 1–1 | 0–0 | 3–0 | 1–2 | 0–2 | 2–0 | 1–1 | 0–0 | 4–0 |     | 1–1 | 3–0 | 0–3 | 1–3 |
| Olympiakos    | 1–3 | 0–2 | 6–0 | 1–4 | 0–2 | 2–4 | 2–0 | 3–2 | 1–1 | 1–3 |     | 1–1 | 1–3 | 1–0 |
| Omonia Ar.    | 1–4 | 0–5 | 3–1 | 1–1 | 2–5 | 2–5 | 1–1 | 1–0 | 0–0 | 1–0 | 1–0 |     | 1–3 | 3–0 |
| Omonia        | 3–0 | 1–1 | 5–0 | 1–3 | 1–1 | 1–2 | 2–1 | 5–0 | 6–0 | 2–2 | 7–2 | 3–1 |     | 4–2 |
| Pezoporikos   | 4–0 | 1–1 | 2–1 | 0–4 | 2–3 | 1–2 | 0–1 | 2–1 | 2–1 | 1–0 | 3–0 | 3–1 | 0–1 |     |

### Degradatie play off
11e geplaatste team Evagoras stond tegenover het tweede geplaatste team van de B' Kategoria 1993/94 APOP Paphos, in een twee- legged play-off voor één plek in de B' Kategoria 1994/95. Olympiakos won beide wedstrijden en verzekerde zich van een plaats in de Cypriotisch voetbalkampioenschap 1994/95.
- APOP 2–3 Olympiakos
- Olympiakos 2–0 APOP

## Topscores
| Rank | Spelers      | Club                 | Doelpunten |
| ---- | ------------ | -------------------- | ---------- |
| 1    | Siniša Gogić | Anorthosis Famagusta | 26         |

## Kampioen
| 1993/94                             |
| Cyprus                              |
| ----------------------------------- |
| Apollon Limasol Kampioen (2° titel) |

1934/35 · 1935/36 · 1936/37 · 1937/38 · 1938/39 · 1939/40 · 1940/41 · 1941/42 · 1942/43 · 1943/44 ·  1944/45 · 1945/46 · 1946/47 · 1947/48 · 1948/49 · 1949/50 · 1950/51 · 1951/52 · 1952/53 · 1953/54 · 1954/55 · 1955/56 · 1956/57 · 1957/58 · 1958/59 ·  1959/60 · 1960/61 · 1961/62 · 1962/63 · 1963/64 · 1964/65 · 1965/66 · 1966/67 · 1967/68 · 1968/69 · 1969/70 · 1970/71 · 1971/72 · 1972/73 · 1973/74 · 1974/75 · 1975/76 · 1976/77 · 1977/78 · 1978/79 · 1979/80 · 1980/81 · 1981/82 · 1982/83 · 1983/84 · 1984/85 · 1985/86 · 1986/87 · 1987/88 · 1988/89 · 1989/90 · 1990/91 · 1991/92 · 1992/93 · 1993/94 · 1994/95 · 1995/96 · 1996/97 · 1997/98 · 1998/99 · 1999/00 · 2000/01 · 2001/02 · 2002/03 · 2003/04 · 2004/05 · 2005/06 · 2006/07 · 2007/08 · 2008/09 · 2009/10 · 2010/11 · 2011/12 · 2012/13 · 2013/14 · 2014/15 · 2015/16 · 2016/17 · 2017/18 · 2018/19 · 2019/20 · 2020/21 · 2021/22